# Cantonul Bohain-en-Vermandois
Cantonul Bohain-en-Vermandois este un canton din arondismentul Saint-Quentin, departamentul Aisne, regiunea Picardia, Franța.

## Comune
- Becquigny
- Bohain-en-Vermandois (Bohen) (reședință)
- Brancourt-le-Grand
- Croix-Fonsomme
- Étaves-et-Bocquiaux
- Fontaine-Uterte
- Fresnoy-le-Grand
- Montbrehain
- Montigny-en-Arrouaise
- Prémont
- Ramicourt
- Seboncourt
- Serain